# Campeonato Mundial de Clubes de la FIVB de 2013
El Campeonato Mundial de Clubes de la FIVB de 2013 fue la novena edición del Campeonato Mundial de Clubes de la FIVB, realizada entre el 15 y el 20 de octubre del 2013 por segunda vez en la historia en Brasil, la primera desde 1991, en la ciudad de Betim, municipio de Región Metropolitana de Belo Horizonte.

## Fase a Grupos

### Sorteo
El sistema de competición no ha variado desde la edición anterior.
Los ocho equipos son sorteados en dos grupos de 4 equipos, avanzando a la siguiente ronda los dos mejores de cada grupo. En semifinales la ganadora del grupo A se enfrentará a la segunda del grupo B y la primera del grupo B a la segunda del grupo A. Los ganadores de ese partidos disputarán la final por el título, los perdedores la final por la 3° plaza. 
- GRUPO A
  -  Trentino Volley (Wild Card, Campeón Mundial de Clubes 2012)
  -  Kalleh (Campeón de Asia 2012/2013)
  -  UPCN Vóley (Campeón de Sudamérica 2012/2013)
  -  Panasonic Panthers (Wild Card, Campeón Copa del Emperador 2013)

- GRUPO B
  -  VKL Novosibirsk (Campeón de Europa 2012/2013)
  -  Sada Cruzeiro (Equipo organizador)
  -  CS Sfaxien (Campeón de África 2012/2013)
  -  La Romana (Equipo representativo de NORCECA)

### Grupo A
| Fecha | Partido                              | Resultado                           |
| 15/10 | Trentino Volley - Kalleh             | 3-1 (24-26,25-19,25-19,26-24)       |
| 15/10 | UPCN Vóley - Panasonic Panthers      | 3-1 (20-25,25-23,25-14,25-23)       |
| 16/10 | Panasonic Panthers - Kalleh          | 3-1 (25-19,24-26,30-28,25-16)       |
| 17/10 | UPCN Vóley - Trentino Volley         | 3-2 (22-25,25-23,25-22,16-25,15-13) |
| 18/10 | UPCN Vóley - Kalleh                  | 3-0 (26-24,25-22,25-23)             |
| 18/10 | Trentino Volley - Panasonic Panthers | 3-0 (25-18,25-19,25-22)             |

| Clasificación | Clasificación      | Clasificación | Clasificación | Clasificación | Clasificación | Clasificación | Clasificación | Clasificación |
| Pos.          | Equipo             | Puntos        | P.G.          | P.P.          | Sets G.       | Sets P.       | Tantos G.     | Tantos P.     |
| ------------- | ------------------ | ------------- | ------------- | ------------- | ------------- | ------------- | ------------- | ------------- |
| 1º            | UPCN Vóley         | 8             | 3             | 0             | 9             | 3             | 274           | 262           |
| 2º            | Trentino Volley    | 7             | 2             | 1             | 8             | 4             | 283           | 250           |
| 3º            | Panasonic Panthers | 3             | 1             | 2             | 4             | 3             | 248           | 259           |
| 4º            | Kalleh             | 0             | 0             | 3             | 2             | 9             | 246           | 280           |

### Grupo B
| Fecha | Partido                         | Resultado                           |
| 15/10 | Sada Cruzeiro - La Romana       | 3-0 (25-20,25-22,25-16)             |
| 16/10 | VKL Novosibirsk - La Romana     | 3-0 (25-20,25-23,25-17)             |
| 16/10 | Sada Cruzeiro - CS Sfaxien      | 3-0 (25-16,25-17,25-15)             |
| 17/10 | CS Sfaxien - La Romana          | 3-2 (22-25,23-25,25-23,25-14,15-11) |
| 17/10 | Sada Cruzeiro - VKL Novosibirsk | 2-3 (25-22,21-25,25-22,19-25,14-16) |
| 18/10 | VKL Novosibirsk - CS Sfaxien    | 3-2 (25-21,20-25,25-19,22-25,16-14) |

| Clasificación | Clasificación   | Clasificación | Clasificación | Clasificación | Clasificación | Clasificación | Clasificación | Clasificación |
| Pos.          | Equipo          | Puntos        | P.G.          | P.P.          | Sets G.       | Sets P.       | Tantos G.     | Tantos P.     |
| ------------- | --------------- | ------------- | ------------- | ------------- | ------------- | ------------- | ------------- | ------------- |
| 1º            | VKL Novosibirsk | 7             | 3             | 0             | 9             | 4             | 293           | 268           |
| 2º            | Sada Cruzeiro   | 7             | 2             | 1             | 8             | 3             | 254           | 216           |
| 3º            | CS Sfaxien      | 3             | 1             | 2             | 5             | 8             | 262           | 281           |
| 4º            | La Romana       | 1             | 0             | 3             | 2             | 9             | 216           | 260           |

## Segunda Fase
|  | Semifinales     | Semifinales   |   |                 | Final           | Final         |  |
|  | 19 de octubre   | 19 de octubre |   |                 | 20 de octubre   | 20 de octubre |  |
|  |                 |               |   |                 |                 |               |  |
|  |                 |               |   |                 |                 |               |  |
|  | VKL Novosibirsk | 3             |   |                 |                 |               |  |
|  | Trentino Volley | 1             |   |                 |                 |               |  |
|  |                 |               |   |                 |                 |               |  |
|  |                 |               |   |                 |                 |               |  |
|  |                 |               |   |                 | VKL Novosibirsk | 0             |  |
|  |                 | Sada Cruzeiro | 3 |                 |                 |               |  |
|  |                 |               |   |                 |                 |               |  |
|  |                 |               |   |                 |                 |               |  |
|  |                 |               |   |                 | Tercer lugar    |               |  |
|  |                 |               |   |                 |                 |               |  |
|  | UPCN Vóley      | 0             |   | Trentino Volley | 3               |               |  |
|  | Sada Cruzeiro   | 3             |   |                 | UPCN Vóley      | 1             |  |

| Fecha | Partido                           | Resultado                     |
| 19/10 | VKL Novosibirsk - Trentino Volley | 3-1 (25-27,25-21,26-24,25-23) |
| 19/10 | UPCN Vóley - Sada Cruzeiro        | 0-3 (22-25,18-25,20-25)       |

| Fecha | Partido                      | Resultado                     |
| 20/10 | Trentino Volley - UPCN Vóley | 3-1 (25-22,22-25,25-21,25-19) |

| Fecha | Partido                         | Resultado               |
| 20/10 | VKL Novosibirsk - Sada Cruzeiro | 0-3 (20-25,19-25,20-25) |

### Campeón
| Campeón del Mundo por Clubes de 2013 |
| ------------------------------------ |
| Sada Cruzeiro 1º Título              |

## Premios y reconocimientos[4]
- MVP - Mejor jugador:  Wallace, Sada Cruzeiro
- Máximo anotador:  Tsvetan Sokolov, Trentino Volley
- Mejores receptores/atacantes:  Yoandy Leal Hidalgo, Sada Cruzeiro -  Lukas Divis, VKL Novosibirsk
- Mejores centrales:  Emanuele Birarelli, Trentino Volley -  Matteo Burgsthaler, Trentino Volley
- Mejor opuesto:  Tsvetan Sokolov, Trentino Volley
- Mejor armador:  William, Sada Cruzeiro
- Mejor libero:  Sérgio Nogueira, Sada Cruzeiro

## Curiosidades
- La derrota por 2-3 frente al UPCN Vóley en la segunda fecha del grupo A, es la primera en la historia del mundial por clubes por el Trentino Volley. Anteriormente el conjunto italiano había ganado todos los 21 partidos disputados (5 en 2009, 5 en 2010, 5 en 2011, 5 en 2012 y 1 en la edición actual); claramente se trata de la mejor racha ganadora en la historia de la competición.
- Por primera vez en la historia de la competición, el mundial por clubes no habrá campeón italiano después de la derrota del Trentino Volley en semifinal; de hecho en las primeras ocho ediciones levantaron título el Pallavolo Parma (1989), el Volley Gonzaga Milano (1990 y 1992), el Porto Ravenna Volley (1991) y el mismo Trentino Volley (2009, 2010, 2011 y 2012).
- El Sada Cruzeiro es el primer club de la CSV en ganar el título.